# Un jour dans la vie
Pour le film de 1946, voir Un jour dans la vie (film, 1946).
Pour plus de détails, voir Fiche technique et Distribution.
Un jour dans la vie (Life in a Day) est un documentaire américain réalisé par Kevin Macdonald et produit par Ridley Scott. Il s'agit d'un partenariat entre le site de partage YouTube, Ridley Scott Associates et LG electronics. Le film a été présenté pour la première fois au Festival du film de Sundance le 27 janvier 2011.

## Synopsis
Ce projet inédit a été tourné en un jour, le 24 juillet 2010, par des internautes du monde entier et consistait à filmer un moment de leur vie afin de décrire la vie des hommes en 2010. Les utilisateurs ont dû dire ce qu'ils avaient dans leurs poches/dans leur sac, ce qu'ils aiment et ce qui leur fait peur. Les vidéos les plus intéressantes et les plus originales ont par la suite été incluses au documentaire qui rassemble plus de 1000 clips vidéos. Certains pays n'ont pas participé, notamment ceux concernés par des embargos et des sanctions américaines : l'Iran, la Syrie, Cuba, la Corée du Nord et le Myanmar. Aucun réalisateur amateur n'a été rémunéré mais leurs noms apparaissent en tant que coréalisateurs.

## Fiche technique
- Musique : Matthew Herbert, Harry Gregson-Williams
- Production : Ridley Scott
- Société de distribution : National Geographic Films

## Liste des contributeurs
Tous les auteurs choisis sont crédités en tant que coréalisateurs,,. Ils sont: